# Mechernich
Mechernich je město v německé spolkové zemi Severní Porýní-Vestfálsko, v zemském okrese Euskirchen ve vládním obvodu Kolín nad Rýnem (Köln).
V 2014 zde žilo 26 882 obyvatel.

## Poloha města
Sousední obce jsou: Bad Münstereifel, Euskirchen, Heimbach, Kall, Nettersheim, Schleiden a Zülpich.